# غير بوتنان
جير بوتنان (بالنرويجية: Geir Botnen) (ولد في 27 فبراير/شباط 1959) هو واحد من أشهر عازفي البيانو في النرويج. حقّق بوتنان انطلاقة قويّة في أواسط الثمانينات ومنذ ذلك الوقت قدّم العديد من الحفلات الموسيقية في أوروبا وأمريكا الشمالية وآسيا. يؤدي بوتنان مقطوعات من الموسيقى الكلاسيكية التي تعود لكبار المؤلفين الموسيقيين في العالم على مثال إدوارد غريغ وغير تفيت وولفغانغ أماديوس موتزارت ولودفيج فان بيتهوفين. قدّم بوتنان العديد من الحفلات الموسيقيّة في أفريقيا خلال السنوات الأخيرة. في تشرين الثاني سنة 2010 قدّم حفلة موسيقية منفرداً ترافقه الأوركسترا السمفونية في القاهرة كما أنه قدّم حفلة موسيقية في مكتبة الإسكندرية.